# 樋口一葉 (映画)
『樋口一葉』（ひぐちいちよう）は、1939年に公開された並木鏡太郎監督の日本映画。

## スタッフ
以下のスタッフ名は特に記載がない限りKINENOTEに従った。
- 製作 - 竹井諒
- 監督 - 並木鏡太郎
- 脚本 - 八住利雄
- 原作 - 八住利雄
- 撮影 - 町井春美
- 音楽 - 菅原明朗
- 美術 - 久保一雄[3]
- 録音 - 星榮一[2]

## キャスト
- 山田五十鈴 - 樋口一葉 [4]
- 堤真佐子 - 一葉の妹 くに子 [4]
- 高田稔 - 半井桃水 [4]
- 英百合子 - 中島歌子 [4]
- 宮野照子 - おせき [4]
- 沢村貞子 - お柳 [4]
- 高峰秀子 - みどり [4]
- 椿澄枝[2]
- 水町庸子[2]
- 清川虹子[2]
- 渋谷正代[2]
- 大川平八郎[2]
- 北沢彪[2]
- 佐山亮[2]
- 嵯峨善兵[2]
- 大村千吉[2]
- 深見泰三[2]
- 藤輪欣司[2]
- 河村弘二[2]